# Die Kannibalen (Film)
Die Kannibalen (Originaltitel: Os Canibais) ist ein international produziertes Filmdrama des portugiesischen Regisseurs Manoel de Oliveira aus dem Jahr 1988. Es ist eine ironische Adaption der Erzählung des portugiesischen Horrorautors Álvaro de Carvalhal aus dem Jahr 1868.

## Inhalt
Die junge Margarida verliebt sich leidenschaftlich in den wohlhabenden, aber geheimnisvoll traurigen Visconde de Alvaleda. Auch der Visconde liebt Margarida, hütet jedoch ein bedrückendes Geheimnis, das er ihr erst in der Hochzeitsnacht eröffnen wird. Dom João, der abgewiesene Verehrer Margaridas, wird von Eifersucht zerfressen und stößt nun Morddrohungen gegen das Brautpaar aus.
Doch das tragische Drama vollzieht sich danach nicht wie erwartet: In der Hochzeitsnacht entblößt der Visconde seiner Braut seine Arm- und Beinprothesen. Trotz ihrer vorherigen Liebesschwüre rennt Margarida entsetzt in den Garten, während der Visconde als nackter Torso in den brennenden Kamin fällt. Dom João stürmt in der Absicht, das Brautpaar vor Vollzug der Hochzeitsnacht zu töten, in das Schlafzimmer und erhält vom verbrennenden Visconde Aufklärung über die Umstände. Dom João entfernt daraufhin die herumliegenden Prothesen und Kleidungsstücke des Visconde und geht in den Garten, um sich zu erschießen.
Kurz später geht Margaridas Vater mit seinen zwei Söhnen auf die Suche nach dem Brautpaar, findet es in den Gemächern aber nicht vor und sie verspeisen stattdessen etwas von dem Fleisch, was im Kamin gegrillt liegt. Erst danach finden sie auch das Ehebett nebenan unberührt vor, bevor im Garten der sterbende Dom João aufgefunden wird, neben ihm Margarida, die sich erschossen hat. Von Dom João erfahren sie noch, dass er das Paar töten wollte, den Visconde jedoch tot im Kamin und die Leiche seiner Angebeteten im Garten vorfand und sich danach verzweifelt selbst erschoss.
Erschüttert wollen Vater und Söhne Margarida in den Tod folgen, doch dann erinnert sich der Sohn, ein Jurist, dass sie als Erben ihrer Schwester nun auch Erben ihres vermögenden Schwagers sind. Auch für das Problem der nicht mehr zu identifizierenden Leiche des Visconde verspricht der Magistrat Lösung, und die drei brechen in Jubel aus.
Ein Conférencier führt den Zuschauer mit gesungenen, stets vom Geiger Niccolò Paganini begleiteten Erklärungen durch den als Oper angelegten Film.

## Rezeption
Der Film hatte seine Weltpremiere am 20. Mai 1988 bei den Internationalen Filmfestspielen von Cannes und lief danach auf einer Reihe internationaler Filmfestivals, darunter das Toronto International Film Festival in Kanada (16. September 1988). Danach lief er in den Kinos zahlreicher Länder an, so am 10. November 1988 in Portugal, am 8. Dezember 1988 in Deutschland und am 22. Februar 1989 in Frankreich.
Später wurde er mehrmals im Fernsehen gezeigt, auch im Ausland, so in Japan, Griechenland und Brasilien, zudem lief er erneut auf einigen Festivals, darunter mehrmals in Japan.
Für das ungeübte Publikum blieb der Film eher schwer zugänglich, während Kritiker und Cineasten den Film positiv aufnahmen. Gelobt wurde neben den überzeugenden Schauspielleistungen (insbesondere Luís Miguel Cintra) die außergewöhnliche Machart des farb- und schattenreichen Films. Er trägt bisweilen groteske Züge, etwa wenn gleich zu Beginn die Personen des 19. Jahrhunderts in viel moderneren Chauffeurslimousinen vorfahren und von einem heutigen Straßenpublikum mit Applaus begrüßt werden, oder auch banale Textzeilen in besonders dramatischen Arien vorgetragen werden. Der Film spielt ironisch mit leidenschaftlichen, aber im Kern doch äußerlich bleibenden, also unehrlichen Schwüren ewiger Liebe und gibt der tragischen Liebesgeschichte surrealen Charakter. Durch seine Überzeichnungen demaskiert er die Dekadenz der Oberschicht, die sich am Ende selbst vernichtet, aber auch die grenzenlose materielle Gier der Menschen, insbesondere in der grotesk überzeichneten Schlussszene im Garten, die im fröhlichen Tanz aller lebenden und toten Protagonisten um den Brunnen endet. Jorge Leitão Ramos erkannte deswegen hier im Grunde eine Komödie.
Der Film wurde nicht nur formell und inhaltlich für außergewöhnlich befunden, sondern war auch in anderen Aspekten innovativ. So ist der Film einer der seltenen Fälle einer exklusiv für das Kino geschaffenen Oper (Musik und Libretto von João Paes, auf Basis der gleichnamigen Erzählung von Álvaro de Carvalhal, seinerseits eine Kuriosität in der Portugiesischen Literaturgeschichte). Auch hebt er sich vom übrigen Werk Manoel de Oliveiras ab: anders als in den meisten seiner Filmen zeigt der Regisseur hier keine langen, statischen und frontalen Kameraeinstellungen, sondern sorgt durch Schnitte, Musik, Opulenz und bewegte Szenen für eine lebendige Erzählung. Zudem markierte der Film den Beginn der Karriere Leonor Silveiras und sorgte für den ersten Auftritt Oliveiras in Cannes.

„Der Film ist zugleich Kultursatire, soziale Parabel und selbstironisches Fazit des Künstlers Manoel de Oliveira (geboren 1908) - ein Werk, das hohe ästhetische Kultur und anarchistische Zerstörungslust entlarvend gegeneinander ausspielt. Eher für unerschrockene Spezialisten. (O.m.d.U.) - Sehenswert.“

„Herausforderung an Technik, an Stil, an Schauspieler [...] und an Zuschauer: die letzte Phase der Karriere Manoel de Oliveiras; statt zu bestätigen, erfindet er neu, wagt die ultimative Freiheit, vorgegebene Linien zu verschieben, Türen aufzustoßen, dem Korsett seiner bisherigen Erfolgsmuster zu entfliehen. Nur ein Grandseigneur des Kinos kann sich solche Gesten erlauben. („Desafio técnico, desafio estilístico, desafio aos actores (Luís Miguel Cintra, com a Voz de Vaz de Carvalho, é magnífico), desafio ao público,: a última fase da carreira de Manoel de Oliveira, em vez de confirmar, reinventa, ousa a superlativa liberdade de dispersar linhas, de abrir portas, de fugir ao próprio espartilho em que fora consagrado. Só um grande senhor do cinema se pode permitir gestos assim.“)“

Die Cahiers du cinéma zählten das Werk 1989 zu den fünf besten Filmen des Jahres, bei den Festspielen in Cannes 1988 war er für eine Goldene Palme nominiert, und er gewann Preise auf Festivals wie dem Internationalen Festival Kataloniens des fantastischen Films und der Mostra Internacional de Cinema de São Paulo.
Die Kannibalen war der portugiesische Kandidat für den besten fremdsprachigen Film zur Oscarverleihung 1990, gelangte bei der folgenden 62. Oscarverleihung jedoch nicht zur Nominierung.